# 大阪市立茨田西小学校
大阪市立茨田西小学校（おおさかしりつまったにししょうがっこう）は、大阪府大阪市鶴見区にある公立小学校。

## 概要
鶴見緑地の南側の地域を校区とする。大阪市立茨田南小学校の分校として1969年に開設したのち、大阪市立茨田西小学校として1971年に独立開校した。

## 沿革
1969年に設置された大阪市立茨田南小学校分校を起源とする。2年後の1971年には、茨田南小学校から分離する形で大阪市立茨田西小学校が開校した。

### 年表
- 1969年 - 大阪市立茨田南小学校分校として開設。
- 1971年 - 大阪市立茨田西小学校として茨田南小学校から分離開校。

## 通学区域
- 大阪市鶴見区 横堤4丁目 - 5丁目、諸口6丁目、緑地公園（一部）。

卒業生は大阪市立茨田中学校に進学する。

## 交通
- 地下鉄長堀鶴見緑地線 横堤駅 北へ約400m。